# Gornji Višnjik
Gornji Višnjik je naseljeno mjesto u sastavu Grada Dervente, Republika Srpska, BiH. 

## Stanovništvo
| Gornji Višnjik     |             |
| Godina popisa      | 1991.       |
| Srbi               | 238 (74,84) |
| Hrvati             | 80 (25,16)  |
| Jugoslaveni        | 0           |
| Muslimani          | 0           |
| ostali i nepoznato | 0           |
| ukupno             | 318         |